# Zaanse Schans
Zaanse Schans  (souvent traduit en français par La redoute zanoise,) est un village néerlandais situé dans la commune de Zaanstad, en province de Hollande-Septentrionale. Attraction touristique majeure aux Pays-Bas, il est joignable en un quart d'heure en train au départ de la gare centrale d'Amsterdam.
Zaanse Schans se trouve au cœur du Zaanstreek, région connue pour ses nombreux moulins, lacs et cours d'eau. Le village abrite de nombreux bâtiments datant du XVIIe siècle, notamment des maisons en bois et huit moulins à vent. Le Zaans Museum détaille les traditions régionales et les magasins et restaurants alentour en font un centre économique de poids pour la commune. La plupart des visiteurs se déplacent dans le village à pied ou à bicyclette.

## Historique

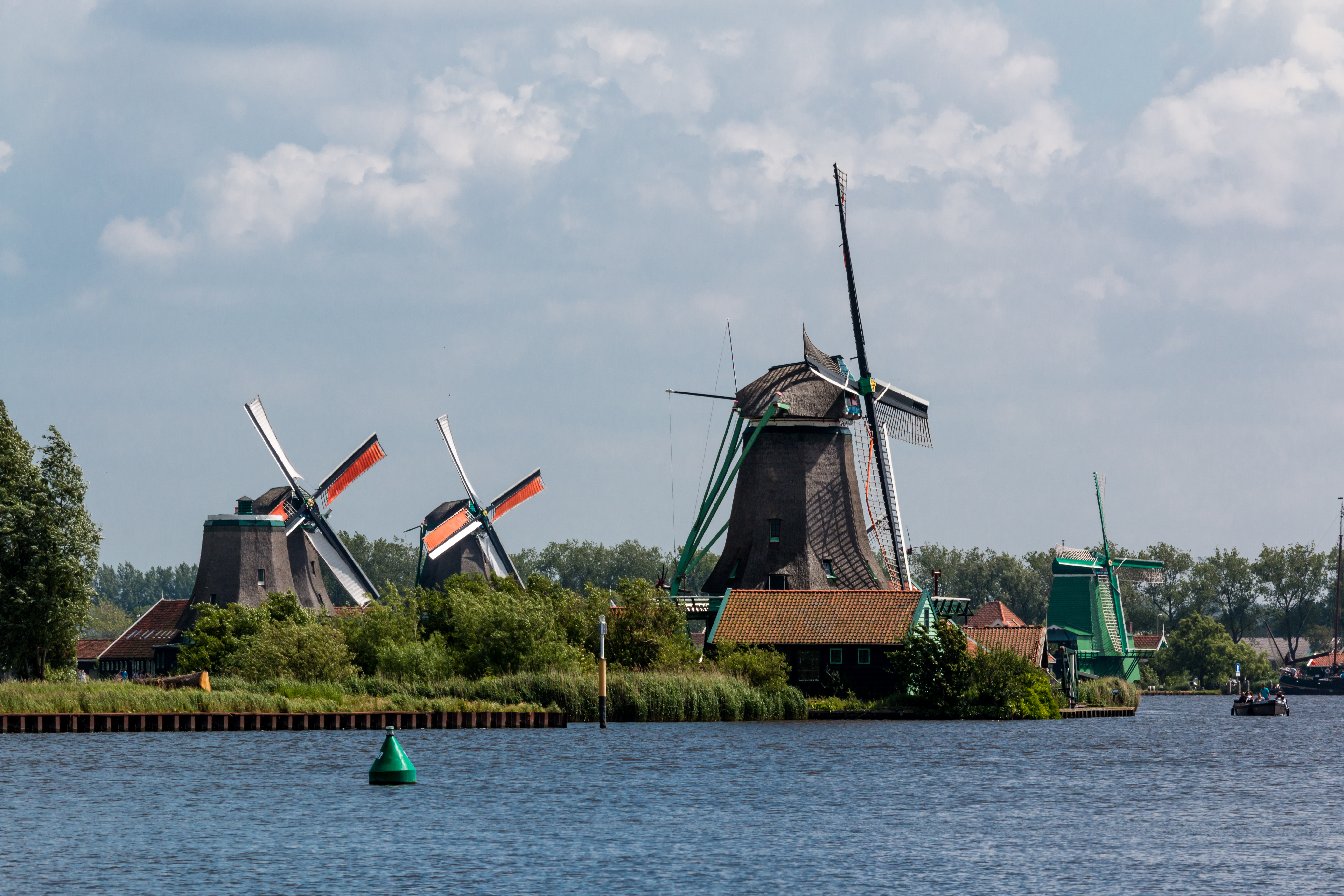
Les moulins de Zaanse Schans.

Zaanse Schans est situé au nord de la ville de Zaandam, faisant face à Zaandijk, de l'autre côté de la rivière Zaan. Le nom du village est dérivé de la fortification (schans signifie redoute) que Diederik Sonoy, gouverneur du Noorderkwartier (nl) au service de Guillaume d'Orange, fait construire en 1574 dans le village en vue d'arrêter les troupes espagnoles.
Entre 1961 et 1974, de nombreux bâtiments des villes et villages voisins sont démontés, reconstruits et restaurés à Zaanse Schans (de même que les moulins) afin d'ouvrir le site aux touristes.
Le site possède un atelier de fabrication de sabots traditionnels (en néerlandais : Klompenmakerij), une fromagerie (Kaasmakerij), un moulin à huile nommé De Zoeker (Le Chercheur), un moulin à pigments nommé De kat (Le chat), une scierie actionnée par un moulin (De Poelenburg), ouverts aux touristes.

## Galerie

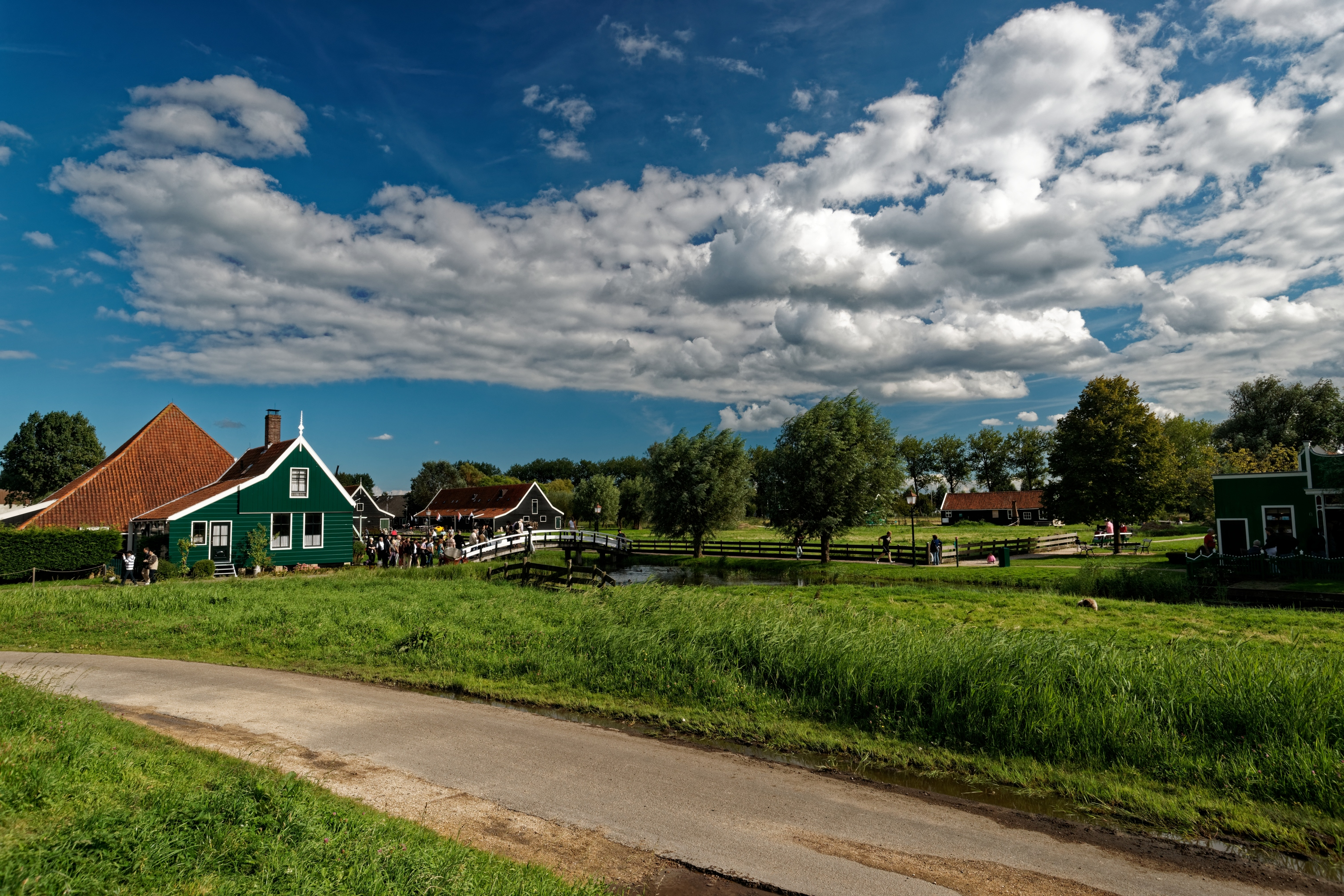
Kalverringdijk.
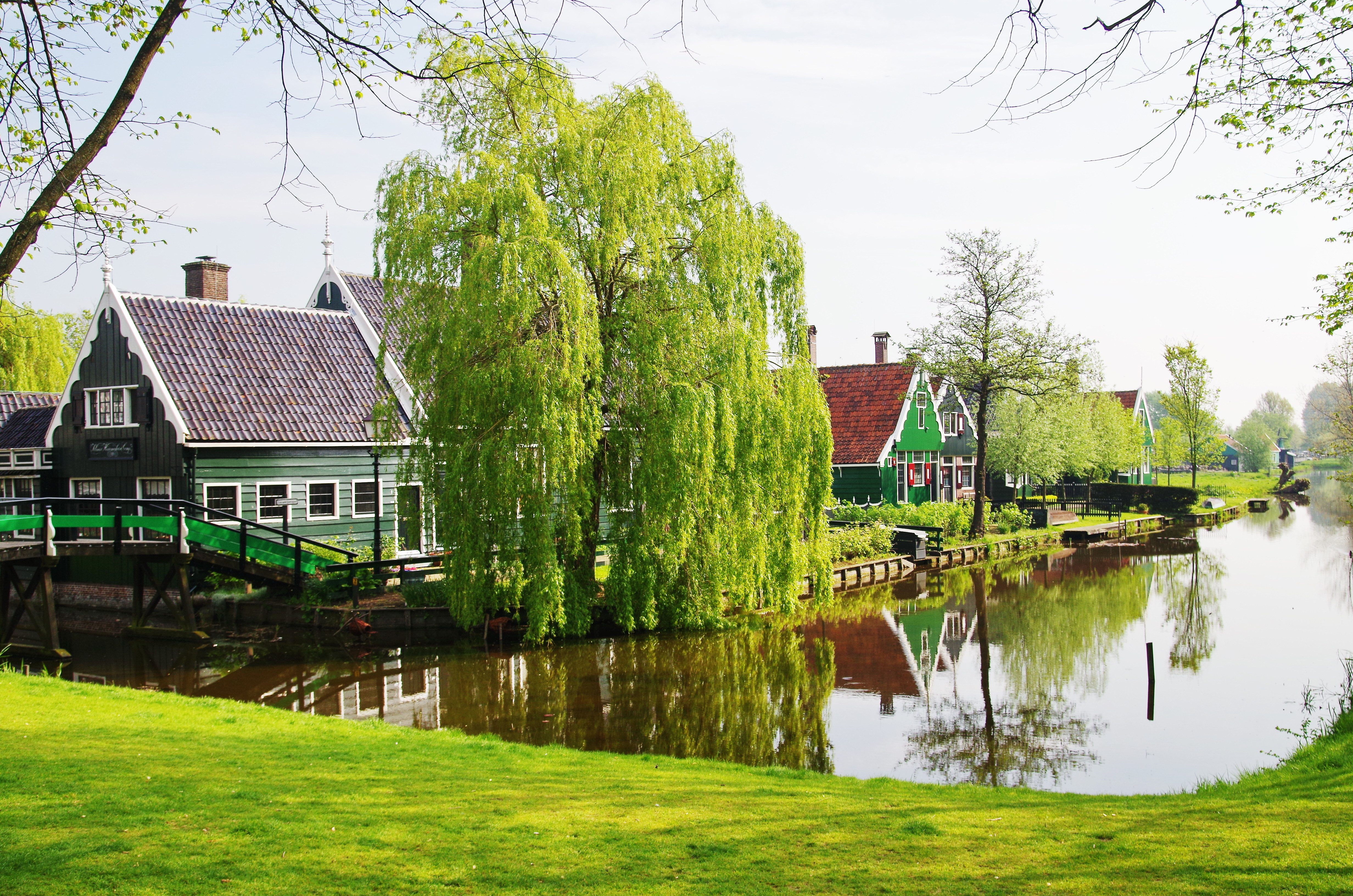
Maisons en bois typiques de la région.
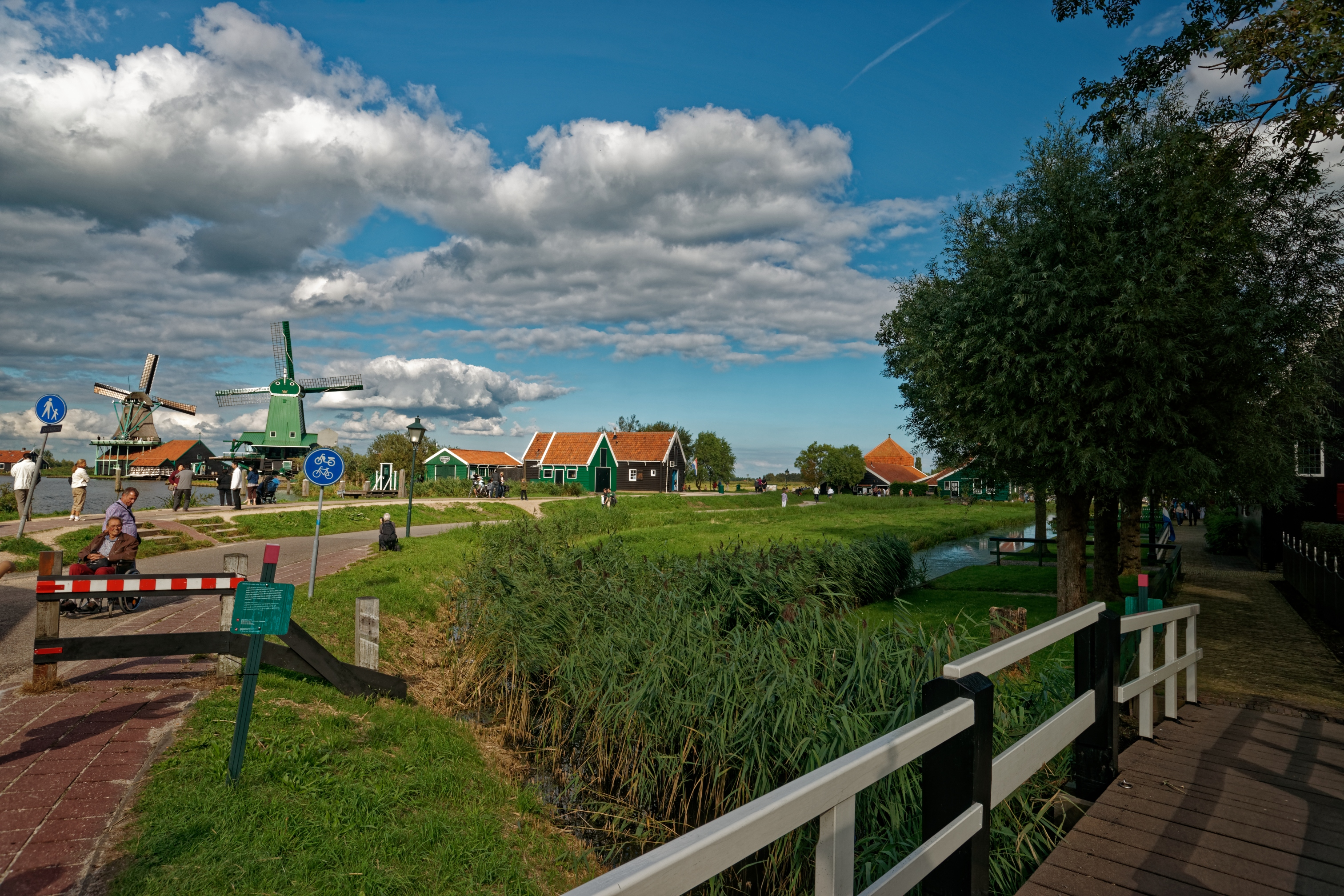
Zeilenmakerspad.
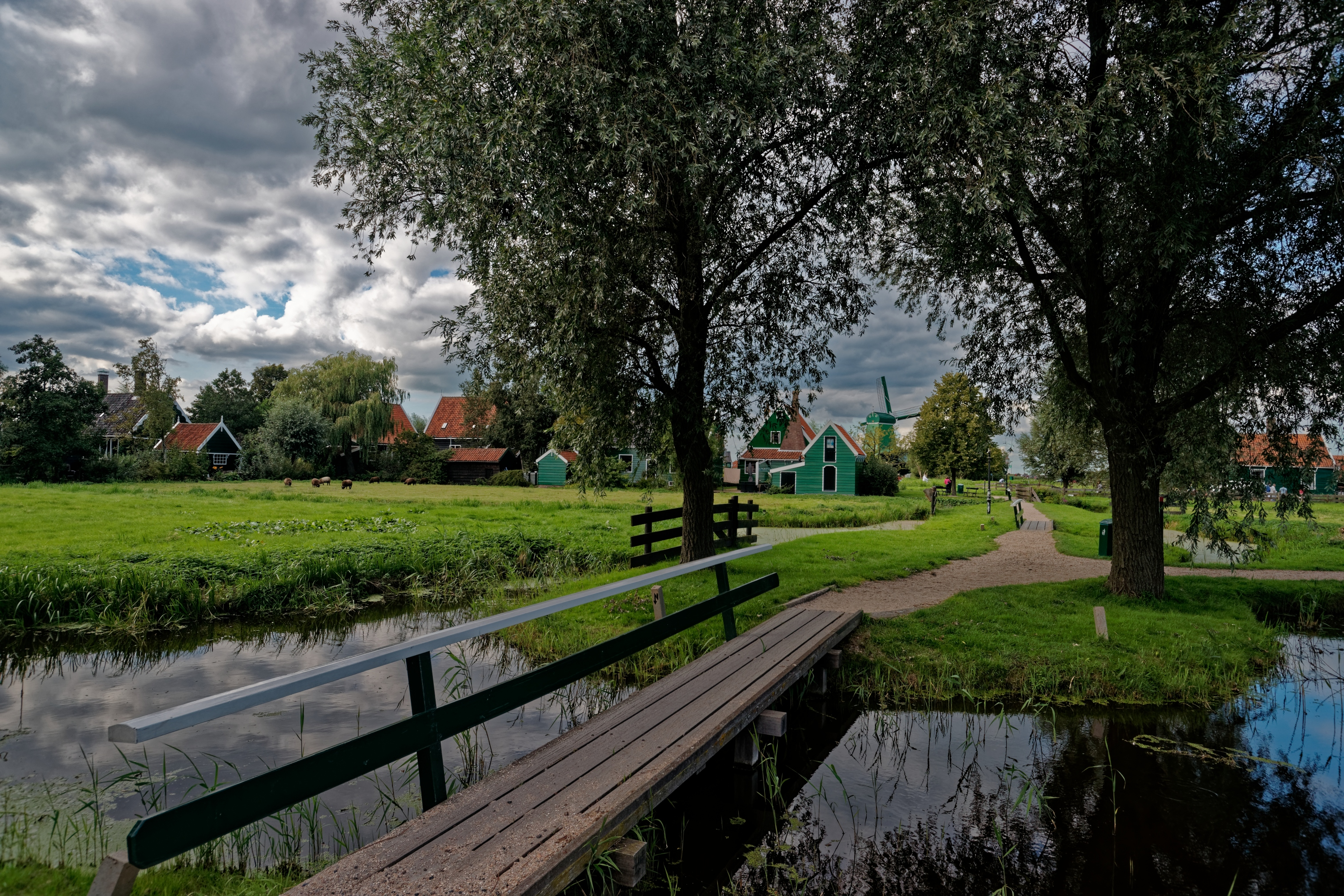
Zonnewijzerspad.